# Mihálffy Balázs
Mihálffy Balázs (muszlim neve szerint Abdurrahman, Budapest, 1955. július 11. –) agrármérnök, a Magyar Iszlám Közösség alapítója (1988)  első elnöke és sejkje, a Korán egyik magyar fordítója, közíró.

## Pályafutása
1973-ban a Kaffka Margit Gimnáziumban érettségizett. 1979-ben Gödöllőn szerzett agrármérnöki diplomát, majd ugyanott doktori címet, disszertációját a száraz területek mezőgazdaságából írta. 1980-tól két éven át Líbiában képviselte az Agrobert. 1982-től 1986-ig vízügyi igazgatóként Egyiptomban dolgozott, munka mellett a kairói Azhar Egyetemen tanulta az iszlám vallást, melynek 1983-ban követője is lett. Az Al-Azhar nagysejkje, Jad al-Haq Ali Jad Al-Haq 1986-ban sejknek nevezte ki, ezzel ő lett az iszlám első magyar sejkje. 1986 és 1988 között arab lapok európai terjesztője, a kuvaiti al-Qabasz  munkatársa.
1993-tól 1998-ig Boszniában végez karitatív munkát a háború alatt, majd 2004-ig újfent Magyarországon él. 2002-2004 között a Bábolna Élelmiszeriperi Rt. vezérigazgatója. Ezután Afrikában vállalkozóként, majd fizikai munkásként dolgozott különböző országokban (Ghána, Zambia, Kongói D.K., Zimbabwe). 2012-ben tért vissza Magyarországra.

## Vallási vezetői tevékenysége
Érvényt szerzett az iszlám vallást 1916-ban elismerő törvénynek, s útjára indította a Magyar Iszlám Közösséget, melynek elnöke maradt egészen 1996-ig (más források szerint csak 1993-ig). Többször kísért állami delegációkat muszlim országokba. 1989-ben II. Hasszán marokkói király meghívta az udvarába, ahol a király trónjáról tartott előadást az iszlámról. Az I. kerületi Mikó utcában mecsetet létesített.
A több mint 20 évig tartó közel-keleti és afrikai barangolása alatt Mihálffy megismerte a szunnita jogiskolák, valamint a különböző síita irányzatok tanításait. A Jad al-Haq nagysejk által vezetett kairói Al-Azharon mind a négy jogiskolát oktatták, ahol Mehdi Abdelhamid sejk volt Mihálffy kedvenc tanítómestere, vele a kairói televízió vallási műsoraiban gyakran szerepelt a 80-as években.[forrás?] Az Al-Azhart a szunnita iskolák egyik központját, a szereteten és elfogadáson alapuló erős szúfi érzésvilág is áthatotta. 1988-ban Mihálffy Iránba kapott meghívást, ahol találkozhatott Khomeini imámmal. Ez a találkozó mérföldkő volt Mihálffy életében, mert az imám nem a síita felfogásról, hanem az iszlám egységéről győzte meg. Ettől kezdve Mihálffy többször járt Qomban és Meshedben, a síita iszlám két fellegvárában, ahol az ottani gondolkodási iskolákkal, könyvtárakkal ismerkedett. 2015-től meghívott vendége és előadója az 1990-ben, Ali Khamenei által alapított iszlám irányzatok közelítését szolgáló világ fórumnak (World Forum for Proximity of Islamic Schools and Thought).
Az Afrikában eltöltött évtized a zawiya  szúfita közösségek gondolat és érzésvilágát hozta be Mihálffy szemléletébe. Tudásbeli felkészültségét mégis a háborúkban, afrikai bányákban, börtönökben átélt szenvedései termékenyítették meg és vált közösségi vezetőből gondolkodóvá, aki a Korán törzsszövegének magyarázatait a klasszikus magyarázók tanításai alapján a 21. századi emberek békés együttélésének normakódexévé emelte. Öregkori Korán fordítása és magyarázatai ennek megfelelően jogforrásként szolgálhatnak azoknak, akik az iszlámmal való együttélést, integrációt magukénak vallják.
Zimbabwéban, Bulawayo városában az egyik mecset imavezetője is volt. Ugyanitt egyik szervezője és elindítója volt a BREAD mozgalomnak. Maliban a muzulmán, keresztény és tradicionális törzsi vezetők bevonásával egyik alapítója volt a JAMA KAFO szövetségnek, mely az afrikai vidék felemelkedését szolgálja. Mihálffy sejk az intézményesített vallásossággal szemben az egyén vallási felfogásának szabadságát hirdeti. Ezen túl a vallások közti párbeszéd híve és annak élharcosa.
2014-től a bécsi székhelyű, halal ellenőrzésre létrehozott európai fatvatanács (European Fatwa Council for Halal Transactions) elnöke. Dr. Martin Andreával, valamint a WESSLING tudományos és laboratóriumi hátterével együtt az első európai szintű halal szabványok (OIC-GFSI és EHF-GFSI) szerzője (2016).
Az általa vezetett fatva tanácsot Iránban hatóságként ismerik el, mely döntéseit halal tárgykörben, Európa területi hatállyal hozhatja meg. Erről 2015-ben Teheránban egyezmény született, melyet 2016-ban az Osztrák Kereskedelmi Kamarában megerősítettek.

## A Korán-fordítás
Mihálffy Balázs a Kegyes Korán egyik magyar fordítója. Fiatalkori munkája szöveghű, de régies és nehézkes nyelvezetű. A Mihálffy-féle fordítás Pakisztánban, Karacsiban az Edhi International Foundation Inc. gondozásában jelent meg. Ezidáig (2016) az egyetlen, melyet muzulmán vallási körök hitelesítéssel láttak el.
30 éves kutatómunkával Mihálffy 2017-ben egy 2428 oldalas Korán-fordítást és értelmezést adott közre angol és magyar nyelven, ami a maga nemében egyedülálló, mert eddig ugyanaz a személy nem fordította le kétszer ugyanazt a szentírást.
Az angol fordítás Yusuf Ali alkotása, a kommentárok, pedig hét muszlim filozófus, gondolkodó tanításaiból tevődnek össze. A műhöz szinopszis tartozik.
Mihálffy munkája nem az első Korán-fordítás. 1947-ből ismert Hollósi Somogyi József töredékes fordítása, mely az Officina könyvtárnál jelent meg. Ezt követte Simon Róbert orientalista értelmezése.
Mihálffy az iszlám bölcselet egyik kimagasló művét, a Nahdzs Ul-Balágát 1992-ben fordította le. Ez nyomtatásban 1995-ben látott napvilágot. A síita irányzatot követő országokban ez a mű a Korán után vallási szempontból szintén meghatározó. Mihálffy irányzattól függetlenül, a bölcselet részeként tálalja az olvasó elé.
A Kortárs Iszlám Enciklopédia c. munkáját magyar és angol nyelven 2020-ban tárta az olvasok elé.  Az Eötvös Lóránd Tudományegyetem Társadalomtudományi Kar doktori képzésének keretében egy szemesztert ad le „Az Iszlám arcai” címmel (2020). 

## Közíró
Mihálffy Balázs publicista is. Cikkeiben, írásaiban kritizálja a globalizációt, a gyarmatosítást és Afrika kizsákmányolását. Véleményét az iszlám világ autentikusnak tartja, figyelemmel kíséri és számos nyelven jelenítik meg tudósításokban.

### Könyvei
- Mosoly a pokolból (Bosznia frontjaitól az afrikai bányákig - önéletrajzi regény),[36]
- MPILO - Nem csak mesék Afrikáról (Fekete történetek a fekete kontinensről)[37]
- Afrika Evangéliuma[38]

### Cikkei
- Írói blog[39][40]
- Ötletek vezetőinknek[41]
- Előszó a Bread mozgalomhoz[42]
- A Falanszter előtt[43]
- Halal témakörben[44]